# Dishonored
Dishonored (wym. dɪsˈɒnəd) – komputerowa przygodowa gra akcji z 2012 roku stworzona przez Arkane Studios, wydana przez Bethesdę Softworks. Osadzona jest w fikcyjnym, nękanym przez zarazę przemysłowym mieście Dunwall, a historia przedstawia losy Corva Attano – osobistego ochroniarza cesarzowej Wysp, który wrobiony w jej zamordowanie chce zemścić się na spiskowcach. W jego wysiłkach wspierają go lojaliści – grupa buntowników walczących o wyzwolenie miasta spod rządów lorda regenta, który przejął władzę po śmierci cesarzowej – i Odmieniec, potężny nadprzyrodzony byt, który daje mu magiczne moce. Głosów postaciom użyczyli m.in. Chloë Grace Moretz, Susan Sarandon, Brad Dourif, Carrie Fisher, Michael Madsen, John Slattery i Lena Headey.
Gra przedstawiona jest z perspektywy pierwszej osoby i pozwala rozegrać na różne sposoby serię fabularnych misji, kładąc nacisk na swobodę oferowaną graczowi. Ukończyć można je poprzez skradanie się, bezpośrednią walkę bądź połączenie obu tych metod. Eksplorowanie każdego obszaru otwiera nowe ścieżki dostania się do celu zadania i alternatywne warianty pozbycia się go – każdy cel zadania można zarówno zabić, jak i wyeliminować w bezkrwawy sposób. Świat gry i miejsca odwiedzane przez postać podczas misji zmieniają się w zależności od tego, czy działa ona w sposób brutalny, czy skryty. Corvo może wspierać się gadżetami i magicznymi umiejętnościami, zwiększającymi swobodę działania i zapewniającymi niedostępne inaczej możliwości.
W trakcie dwuipółrocznego cyklu produkcyjnego stworzono kilka wersji Dishonored. Zanim ostatecznie stworzono Dunwall – miasto inspirowane późnodziewiętnastowiecznym Londynem i Edynburgiem – jako miejsce akcji rozważano średniowieczną Japonię i siedemnastowieczny Londyn. Kiedy gracze testowi odkryli, że moce i umiejętności Corva można wykorzystać w sposób nieprzewidziany przez twórców, co pozwalało np. na znaczne ułatwienie rozgrywki albo rozegranie misji w sposób niezgodny z założonym, postanowiono przeprojektować poziomy w taki sposób, żeby wspierać graczy myślących nieszablonowo. Skomponowana przez Daniela Lichta muzyka miała oddawać atmosferę dziewiętnastowiecznego Londynu.
Dishonored spotkało się z pozytywnym odbiorem ze strony recenzentów, chwalących przede wszystkim fabułę poszczególnych misji i dowolność w sposobach ich wykonania. Produkcja zdobyła kilka końcoworocznych wyróżnień, w tym m.in. Spike Video Game Award dla najlepszej przygodowej gry akcji 2013 roku i BAFT-ę dla najlepszej gry; zdobyła również tytuł najlepszej gry od redaktorów i czytelników wielu magazynów i portali branżowych, bywa także umieszczana w zestawieniach najlepszych gier komputerowych w historii. Dishonored trafił do sprzedaży w październiku 2012 na platformy PlayStation 3, Windows i Xbox 360, a po premierze doczekał się zawartości dodatkowej, której bohaterem jest szukający odkupienia zabójca cesarzowej, Daud. W sierpniu 2015 wydano odświeżoną wersję na konsole ósmej generacji – PlayStation 4 i Xbox One. W 2016 ukazała się kontynuacja Dishonored 2, a w 2017 samodzielny dodatek do niej – Dishonored: Death of the Outsider. W 2021 do sprzedaży trafiła Deathloop – gra osadzona w tym samym uniwersum co Dishonored, jednak w bardzo odległej przyszłości.

## Rozgrywka
Dishonored jest przygodową grą akcji z perspektywą pierwszej osoby, kładącą nacisk na eliminowanie przeciwników poprzez skryte działania i korzystanie z wachlarza różnorodnych gadżetów. Na świat gry składa się kilka otwartych obszarów – fragmentów miasta Dunwall – po których gracz może swobodnie się przemieszczać i eksplorować je, wykonując cele misji w taki sposób, jaki uzna za najbardziej mu pasujący. Za główną bazę postaci służy pub Hound Pits, w którym Corvo spotyka się ze swoimi sojusznikami i otrzymuje informacje odnośnie do następnych celów; w tym miejscu może też zamieniać zdobyty łup na nowe wyposażenie bądź ulepszenia. Wśród obszarów, w których Corvo wykonuje misje, znajdują się m.in. doki załadunkowe, posiadłości bogaczy, dzielnica biedoty i łaźnia. Gracz może zapisywać postęp w dowolnym momencie, o ile nie znajduje się w walce, a dodatkowo dostępny jest system punktów kontrolnych. Gra oferuje cztery poziomy trudności, które determinują pulę zdrowia i many Corva, otrzymywane przez niego obrażenia oraz to, jak bardzo świadomi jego obecności są przeciwnicy. Na najniższym poziomie trudności możliwe jest regenerowanie zdrowia postaci.
W Dishonored zawarto elementy gry fabularnej, takie jak możliwość ulepszania mocy i dokonywania wyborów moralnych, z silnym naciskiem na konsekwencje działań bohatera. Grę zaprojektowano w taki sposób, żeby możliwe było ukończenie jej bez zabijania ani jednego bohatera niezależnego (NPC), w tym bossów i celów misji. Reżyser Harvey Smith jako przykład podaje misję poboczną, w której Corvo decyduje się nie zabijać celu, ten zaś później porywa i więzi dwa inne jego cele. Każda misja oferuje wiele sposobów na eksplorowanie obszaru, na którym się rozgrywa oraz dotarcia do celów. Poziomy zaprojektowano w taki sposób, żeby gracz mógł przemieszczać się po nich swobodnie, wykorzystując do tego wszystkie nabyte umiejętności, bez narzucania konkretnego sposobu ich przejścia, np. wymuszającego skradanie się. W niektórych misjach pewne ich elementy są zmienne, przykładowo w misji „Ostatni bal lady Boyle” celem jest zneutralizowanie właściwej z sióstr Boyle, jednak cechy ją określające – kolor stroju czy noszona przez nią maska – są losowe, co przy każdym podejściu wymaga od gracza zbadania terenu i zdobycia wskazówek, żeby ją zidentyfikować.
Działania gracza nie są oceniane jako dobre bądź złe, zamiast tego odzwierciedlana je system „chaosu”, na który wpływ mają akty przemocy, zabójstwa i działania Corva wymierzone w sojuszników. „Chaos” modyfikuje świat przedstawiony i fabułę, nie zmuszając bezpośrednio gracza do obrania konkretnego stylu gry. Dla przykładu – bohater niezależny, który nie popiera przemocy, może odmówić pomocy protagoniście bądź nawet go zdradzić. Gra reaguje na chaos w sposób oskryptowany, np. poprzez zmianę dialogów, jak i dynamiczny, chociażby poprzez zwiększenie liczby szczurów i zarażonych dunwallczyków czy dodanie nowych scen. Może mieć to wpływ zarówno na obecnie wykonywaną przez Corva misję, jak i na następne. System ten determinuje także, które z dwóch dostępnych zakończeń obejrzy gracz, a ich warianty uzależnione są od tego, które postacie przeżyły, a które zginęły. Uciekanie się do przemocy pozwala kończyć misje szybciej niż podczas skradania się, zużywa jednak więcej zasobów takich jak zdrowie czy eliksiry many, które są potrzebne znacznie częściej w bezpośrednich starciach.

### Umiejętności i moce
W Dishonored gracz ma do dyspozycji sześć mocy aktywnych, cztery pasywne bądź ulepszenia oraz czterdzieści kościanych amuletów, które zapewniają nadprzyrodzone premie, pozwalające np. wydłużyć czas opętania szczurów. Początkowo aktywne mogą być moce tylko trzech kościanych amuletów, jednak liczbę tę można zwiększyć do sześciu poprzez nabycie opcjonalnych ulepszeń. Według Smitha i drugiego reżysera Raphaëla Colantonia niemożliwe jest zdobycie wszystkich mocy i umiejętności podczas jednego przejścia gry. Do skorzystania z umiejętności niezbędna jest mana, która częściowo regeneruje się samoczynnie, co pozwala użyć prostszych mocy, jak „mignięcie” czy „mroczny wzrok”. Odpowiedni eliksir pozwala zregenerować większą pulę many, niezbędną do użycia bardziej zaawansowanych zdolności, jak „opętanie” czy „zakrzywienie czasu”. Do prawej ręki Corva przypisany jest miecz, a do lewej – broń dystansowa i zdolności magiczne.
Główne nadprzyrodzone moce są odblokowywane i nabywane poprzez użycie run – artefaktów wykonanych z kości wieloryba – i można je ulepszać. Znajdują się wśród nich: „mroczny wzrok” pozwalający widzieć przez ściany wrogów i ich pole widzenia oraz podświetlać obiekty, z którymi Corvo może wejść w interakcję; „mignięcie” umożliwiające teleportację na krótkie dystanse; „opętanie” pozwalające tymczasowo przejąć kontrolę nad inną postacią; „żarłoczne stado” przywołujące stado zabójczych szczurów; „zakrzywienie czasu” spowalniające bądź zatrzymujące czas; „podmuch” nokautujący przeciwników; i „rozpad pośmiertny”, zamieniający zabitych przeciwników w proch, co uniemożliwia odkrycie ich ciał. Poza mieczem Corvo korzystać może z kuszy, granatów i pistoletów – zarówno na amunicję śmiercionośną, jak i ogłuszającą. Do ulepszania broni i gadżetów niezbędne są pieniądze, wymieniane za znajdowane podczas misji przedmioty wartościowe.
Skradanie polega na przemieszczaniu się po lokacjach w taki sposób, żeby Corvo pozostawał niewidoczny dla przeciwników. W tym celu może chować się za przedmiotami i budynkami, unikać wchodzenia w pole widzenia wrogów czy w dobrze oświetlone miejsca. Kryjąc się za jakimś przedmiotem postać może się zza niego wychylić bądź podsłuchiwać wrogów; w celu sprawdzenia, co znajduje się w innym pomieszczeniu, może zaglądać przez dziurkę od klucza. Podkradnięcie się za plecy przeciwnika pozwala na jego ciche zabicie bądź obezwładnienie, a ciała zabitych albo oszołomionych przeciwników można przenieść albo ukryć, żeby nie zostały wykryte przez ich sojuszników.
Strażnicy charakteryzują się kilkoma stanami zaalarmowania, od normalnego (nieświadomego) po podejrzliwego – w tym drugim mogą być świadomi obecności Corva bądź poszukiwać go. Sztuczna inteligencja przeciwników zaprojektowana została tak, żeby reagowała na dźwięki, co pozwala na wywabienie ich z pozycji. Jeżeli graczowi uda się uciec strażnikom, ich stan zaalarmowania spadnie do świadomych obecności Corva i w trakcie misji nie powróci już do stanu nieświadomości. Przeciwnicy komunikują się ze sobą, przekazując sojusznikom informacje o intruzie – jednokrotne wykrycie zwiększa poziom zaalarmowania wszystkich wrogów na przestrzeni całej misji.

## Opis

### Świat gry
Akcja Dishonored rozgrywa się w przemysłowym mieście Dunwall, w którym współegzystują ze sobą technologia i nadprzyrodzone moce. Projekt miasta inspirowany był Londynem i Edynburgiem przełomu XIX i XX wieku. Miasto, będące stolicą Cesarstwa Wysp, rządzone jest przez opresyjny reżim, który przejął władzę po zamordowaniu cesarzowej i porwaniu jej córki, prawowitej następczyni tronu. Dunwall jest ważnym miastem portowym, znanym z rybołówstwa i wielorybnictwa, zaś tran jest cennym paliwem wykorzystywanym do jego zasilania. Po tym, jak jeden z filozofów przyrody odkrył, że tran można wykorzystywać jako paliwo, reżim wykorzystał to odkrycie do stworzenia potężnej broni, to z kolei doprowadziło do wzrostu korupcji. Miasto toczy plaga roznoszona przez szczury, wskutek czego giną biedni, zaś bogaci izolują się od reszty; zarażeni – zwani „płaczkami” – z czasem zaczynają płakać krwią i stają się agresywni. Reżim wykorzystuje plagę jako wygodną wymówkę do pozbywania się niechcianych obywateli, w tym wrogów politycznych. Porządku na ulicach Dunwall pilnują tallboye – ciężko uzbrojeni funkcjonariusze poruszający się na wysokich mechanicznych szczudłach – zaś dzielnice oddzielają od siebie „ściany światła” – wiązki energii spopielające próbujące je przekroczyć osoby. Przeciwko reżimowi spiskuje grupa lojalistów, chcąca obalić lorda regenta i jego świtę oraz przywrócić na tron córkę zamordowanej cesarzowej.

### Postacie

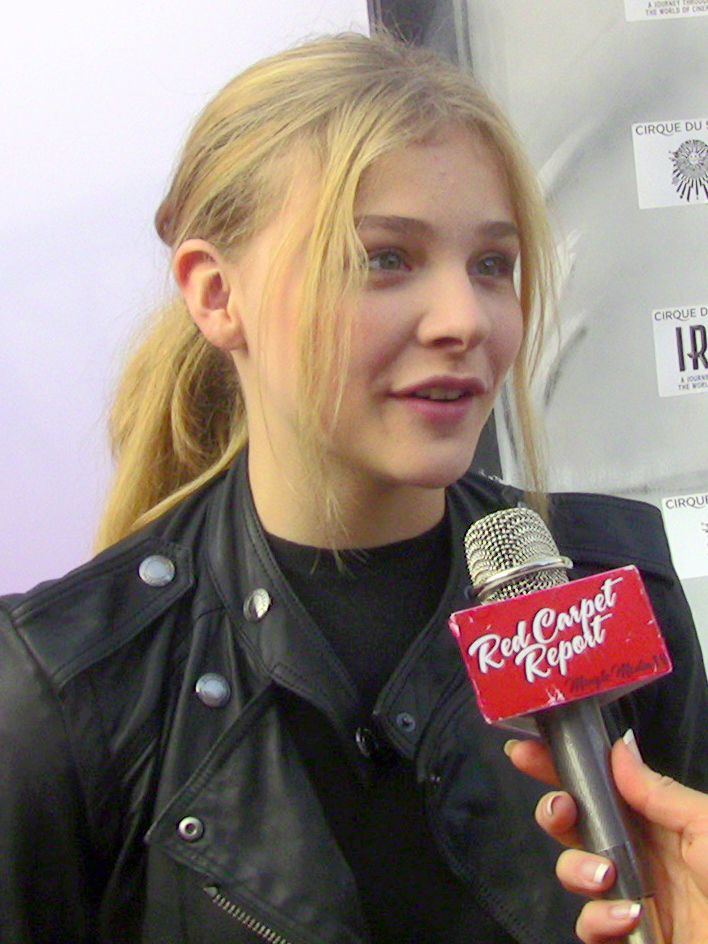
Chloë Grace Moretz (2011) użyczyła głosu lady Emily Kaldwin; był to jej druga – po Kick-Ass: The Game – rola w dubbingu do gry komputerowej.

Głównym bohaterem gry jest Corvo Attano – osobisty ochroniarz i kochanek cesarzowej Jessamine Kaldwin (April Stewart). Kiedy ta ginie z rąk zamachowca, Corvo zostaje wrobiony w jej zamordowanie. Jako dawny lord protektor dysponuje zdolnościami walki wręcz i skradania się, do swojego użytku ma również szereg nietypowych gadżetów, szybko zdobywa też nadprzyrodzone zdolności. Projektanci Dishonored uznali, że powinien być on milczącym protagonistą, co pozwoli graczom lepiej wczuć się w postać. Corva wspierają lojaliści, na czele których stoi admirał Farley Havelock (John Slattery), a należą do nich m.in. wynalazca Piero Joplin (Brad Dourif), który tworzy dla Corva maskę i zaopatruje go w gadżety;  parlamentarzysta Treavor Pendleton (Derek Phillips); wywodzący się z pospólstwa Samuel Beechworth (Ryan Cutrona), łodzią transportujący Corva na miejsce akcji i odbierający go po jej wykonaniu; rewident Teague Martin (Joel Johnstone) i Callista Curnow (Lena Headey), guwernantka córki cesarzowej – lady Emily Kaldwin (Chloë Grace Moretz). Wśród innych znaczących postaci znajdują się Babunia Łach (Susan Sarandon) – dawniej arystokratka, obecnie ślepa nędzniczka; Daud (Michael Madsen) – przywódca grupy skrytobójców znanych jako Wielorybnicy; oraz Slackjaw (Al Rodrigo) – przywódca gangu z Bottle Street. Carrie Fisher i Gregg Berger udzielają głosu lektorom czytającym rządową propagandę puszczaną przez szczekaczki.
Pomoc protagoniście w jego działaniach proponuje Odmieniec (Billy Lush). Istota ta, opisywana jako połączenie boga i diabła, naznacza go swoim znamieniem, zapewniając tym samym magiczne zdolności, oraz wręcza mu mechanicznie zmodyfikowane ludzkie serce (April Stewart), które zdradza sekrety pobliskich miejsc i osób. Odmieniec swoje dary zaoferował także innym osobom, które również korzystają z magii. Smith charakteryzuje Odmieńca jako postać amoralną, która daje ludziom moce, ale nie ingeruje w to, jak zostaną one wykorzystane przez obdarowanych.
Wśród celów Corva znajdują się m.in. lord regent Hiram Burrows (Kristoffer Tabori) – były mistrz szpiegów cesarzowej, który opracował plan jej zamordowania i wrobienia Corva, obecnie sprawujący władzę w Dunwall; kochanka Burrowsa lady Boyle (Anna Graves), arystokratka finansująca wojsko; lordowie Custis i Morgan Pendletonowie, zasiadający w parlamencie bracia bliźniacy; nadrewident Thaddeus Campbell (Daniel Hagen), przywódca wojowniczej frakcji religijnej; oraz Anton Sokołow (Roger Jackson) – genialny naukowiec, odpowiedzialny za stworzenie wielu zaawansowanych technologii, w tym ścian światła.

### Fabuła
Corvo powraca z zagranicznej podróży, której celem było znalezienie pomocy w walce ze szczurzą zarazą wyniszczającą Dunwall. Kiedy spotyka się z cesarzową żeby zdać jej raport, ta ginie z rąk zabójców pod przywództwem korzystającego z nadprzyrodzonych mocy Dauda, a Emily zostaje porwana. Przybyły na miejsce Burrows oskarża Corva o zamordowanie władczyni i porwanie jej córki. Pół roku później Burrowsowi udaje się przejąć władzę nad miastem i ogłosić się lordem regentem. Podczas przesłuchania Corva przyznaje mu, że to on opracował plan zamordowania cesarzowej i oskarżenia o to jej osobistego obrońcy. W dniu egzekucji Corvo znajduje w posiłku liścik i klucz, dzięki któremu udaje mu się uciec z więzienia i dotrzeć do pubu Hound Pits, w którym spotyka się z lojalistami pod przywództwem admirała Havelocka. Wieczorem nawiedza go Odmieniec, który naznacza go swoim znamieniem, dając jednocześnie nadprzyrodzone moce.
Lojaliści informują Corva o spisku lorda regenta i proszą o wyeliminowanie osób biorących w nim udział; jego pierwszym celem staje się nadrewident Campbell. Corvo pozbywa się go i odkrywa, że Emily jest przetrzymywana w prowadzonym przez bliźniaków Pendletonów domu uciech Golden Cat, z którego udaje mu się ją uratować. Po powrocie do Hound Pits dziewczynką zajmuje się guwernantka Callista, przygotowująca ją do objęcia urzędu cesarzowej, a Corvo zostaje wysłany na misję pojmania genialnego naukowca Sokołowa, opracowującego potężne technologie dla lorda regenta. Sokołow podczas przesłuchania wyznaje, że działania Burrowsa finansuje jego kochanka, lady Boyle, której Corvo pozbywa się podczas organizowanego przez nią balu maskowego.
Havelock uznaje, że lojalistom udało się dostatecznie osłabić pozycję lorda regenta. Corvo infiltruje Dunwall Tower i usuwa uzurpatora; ten przyznaje, że celowo doprowadził do szczurzej zarazy, żeby przetrzebić liczebność klasy niższej, jednak epidemia wymknęła się spod kontroli. Po powrocie do pubu Corvo traci przytomność; od Samuela dowiaduje się, że Havelock i jego sprzymierzeńcy, Treavor Pendleton i Teague Martin, planowali go otruć, nie chcąc, żeby udaremnił ich plany uczynienia z Emily marionetkowej władczyni, za pomocą której to oni będą sprawować realną władzę. Samuel przyznaje, że pozostając wiernym cesarzowej podał Crovowi niezabójczą dawkę trucizny. Umieszcza cesarskiego obrońcą w łodzi, samemu uciekając. Corvo odzyskuje przytomność w więzieniu Dauda i jego gangu, chcących odebrać nagrodę za jego głowę wyznaczoną przez nowego lorda regenta, Havelocka, udaje mu się jednak uciec. 
Corvo powraca do pubu, opanowanego przez strażników Havelocka mordujących lojalistów. Odkrywa dokąd została zabrana Emily, ratuje też Piera, Sokołowa i Callistę. Z pomocą Samuela dostaje się do latarni morskiej, w której przebywa lord regent. Tam albo udaje mu się pokonać Pendletona i Martina, albo odkryć, że zostali już zamordowani przez Havelocka, chcącego utrzymać spisek lojalistów w tajemnicy. Podczas konfrontacji z Havelockiem Corvo może uratować Emily, która okazuje się być jego córką, albo pozwolić jej zginąć wraz ze spiskowcem.
Zakończenie zależne jest od poziomu chaosu, jaki wygenerował gracz podczas przejścia gry. Jeżeli Corvo uratował Emily, a po drodze nie zabito nikogo bądź ograniczono straty w ludziach, udaje się powstrzymać plagę, a Cesarstwo Wysp wchodzi w złotą erę. Corvo umiera ze starości, a po śmierci zostaje pochowany u boku Jessamine. Jeżeli Corvo zabił zbyt dużo osób, miasto pozostaje ogarnięte chaosem i przegrywa walkę z zarazą. Jeżeli Emily zginęła, Corvo opuszcza Dunwall, które zaczyna chylić się ku upadkowi.

## Proces produkcji

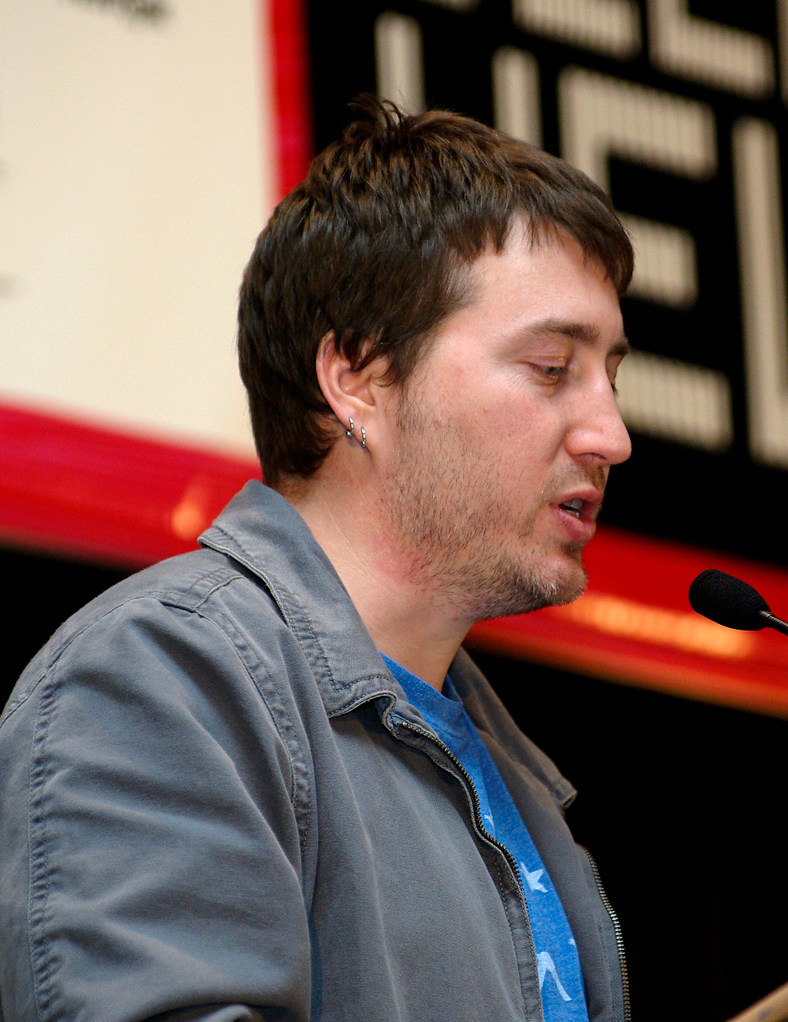
Harvey Smith, wcześniej m.in. projektant Deus Ex, był jednym z reżyserów Dishonored.

7 czerwca 2011 Bethesda Softworks zapowiedziała Dishonored jako pierwszoosobową przygodową grę akcji z elementami skradanki, mającą trafić na platformy Microsoft Windows, PlayStation 3 i Xbox 360. Była to pierwsza gra Arkane Studios stworzona po przejęciu studia przez ZeniMax Media – spółkę-matkę Bethesdy – w sierpniu 2010. Reżyserami Dishonored byli założyciel Arkane Studios Raphaël Colantonio i producent Deus Ex Harvey Smith. Ricardo Bare, projektant Deus Ex, pełnił funkcję głównego projektanta technicznego; projektantem gry był Wiktor Antonow, wcześniej odpowiedzialny m.in. za projekt City 17 z Half-Life 2, zaś na kierownika działu artystycznego wybrano Sébastiena Mittona. Smith, Colantonio, Antonow i Mitton zaangażowani byli w trzyletni okres przedprodukcyjny. Bethesda poprosiła Arkane o stworzenie gry, która będzie stanowiła pierwszą część nowej marki. Zespół w tamtym czasie nosił się z zamiarem wyprodukowania gry bazującej na założeniach zbliżonych do Dishonored, ale do momentu kontaktu z Bethesdą nie miał jeszcze sprecyzowanych żadnych pomysłów. W maju 2009 Mitton poprosił Antonowa o zarysowanie stylu artystycznego nowej marki studia. Nad Dishonored pracował cały zespół Arkane, tj. studia we francuskim Lyonie oraz w Austin w Teksasie.
Dla wersji na komputery osobiste opracowano inny interfejs użytkownika niż dla wydań konsolowych, na Windowsach obsługuje ona jednak kontroler Xboksa 360. Smith stwierdził, że filozofią studia było pozwolenie twórcom na zajęcie się elementami powiązanymi z platformami docelowymi, które są im bliskie; w ten sposób część pracowała nad interfejsem użytkownika wydań pecetowych, a inna np. nad osiągnięciami na Xboksa 360. 28 września 2012 ukończono główne prace nad Dishonored, a gra została skierowana do powielania nośników z nią w tłoczniach

### Rozgrywka
Projektując rozgrywkę, twórcy chcieli zapewnić graczowi możliwość łączenia umiejętności Corva w taki sposób, żeby razem umożliwiały coś, co nie jest możliwe, kiedy używa się ich osobno – przykładowo użycie teleportacji podczas skoku pozwala przemieścić się na większą odległość niż podczas samego skoku albo teleportowania. Projektanci nie chcieli ograniczać graczy, a zamiast tego dostosować projekty poziomów w taki sposób, żeby w jak największym stopniu wspierały one ich kreatywność. Podczas prac nad grą stwierdzono, że niektóre z wymyślonych umiejętności – jak chociażby możliwość przenikania przez ściany – nie pasują do całokształtu. Część z tych, które pozostały w ostatecznej wersji, przeszła liczne zmiany, przykładowo podczas używania „zakrzywienia czasu” nie można „odmrozić” wroga poprzez dotknięcie go, a „opętanie” pozwalało na przejęcie kontroli nad przeciwnikiem bez konieczności posiadania jego ciała, jednak spłycało to wyzwanie. Zbalansowanie mocy postaci nastręczało znacznych trudności; zdaniem Colantonia: „Chcieliśmy dać graczowi do dyspozycji potężne moce, żeby mógł poczuć się megakozakiem, ale zarazem nie chcieliśmy, żeby gra była zbyt łatwa”. Każda moc ma czas trwania, zużywa manę bądź jest ograniczana w inny sposób, co pozwoliło projektantom skutecznie dostosować nawet najbardziej niszczycielskie umiejętności w taki sposób, żeby niemożliwe było używanie ich bez przerwy.
System skradania się w Dishonored pierwotnie bazował na tym z serii Thief, w którym o tym, czy przeciwnik może wykryć postać gracza, decydowało oświetlenie i zacienienie poziomu. Twórcy uznali jednak za nierealistyczny scenariusz, w którym wróg stoi bezpośrednio przed grywalną postacią i nie widzi jej, ponieważ ta ukrywa się w cieniu. Dodatkowo stwierdzono, że mocno zacienione obszary źle kontrastują z dobrze oświetlonymi i nie pozwalają na zobaczenie w całej krasie pracy wykonanej przez projektantów poziomów. Prowadzone w tle rozmowy postaci celowo napisano jako długie konwersacje mogące rozwijać wiedzę o świecie przedstawionym, żeby pozwolić graczom preferującym skradanie się pozostawanie dłużej w jednym miejscu czy dokładne jego zbadanie. Rozmowy fabularne z kolei są krótkie, żeby gracz nie tracił zbyt wiele informacji w momencie wyeliminowania mówiącego.
Projektowanie misji rozpoczynano od stworzenia spójnego obszaru, który następnie zapełniany był aktywnościami, które może podjąć gracz. Jednymi z pierwszych elementów, jakie tworzono, były ścieżki prowadzące do celu, które następnie obudowywano całą resztą, zapełniając obszar postaciami niezależnymi, którym przypisywano określone zadania i ścieżki, po których poruszają się podczas obchodu. Następnie sprawdzano, w jaki sposób gracze testowi wchodzą w interakcję ze stworzonym środowiskiem, oceniano, czy poziom stanowi wystarczające wyzwanie dla postaci dysponującymi określonymi mocami, a w razie konieczności przeprojektowywano go. W pierwszych wersjach gry zawarto niewiele wskazówek odnośnie do tego, gdzie gracz powinien się udać, co miało podkreślać możliwość przemieszczania się po poziomach wedle własnego uznania, okazało się jednak, że gracze testowi często się gubią bądź stosują się do poleceń bohaterów niezależnych, zabraniających wejścia na dany obszar, co sprawiało, że nie mogli ukończyć poziomu. W odpowiedzi poziomy wzbogacono o większą liczbę wskazówek wizualnych i dialogów bohaterów niezależnych sugerujących graczowi, gdzie powinien się udać. Na etapie projektowania porzucono niektóre pomysły, mechaniki czy miejsca; wśród nich znajdował się m.in. szpital psychiatryczny, w którym Corvo mierzył się z pacjentami wyczulonymi na dźwięk. Jeden z twórców, Joe Houson, omawiając możliwość stosowania przemocy i konsekwencje dawania graczowi pełnej swobody przytoczył przypadek jednego z testerów, który podczas przechodzenia misji „Ostatni bal lady Boyle” konsekwentnie zabijał wszystkie postacie niezależne, co Houston uznał za niepokojące – tym bardziej, że nieuśmiercanie ich dawało więcej możliwości interakcji ze światem i sposobów na ukończenie zadania. Twórcom zasugerowano, żeby usunąć z gry scenę rozpoczynającą ostatnią misję, w której Samuel zdradza Corva i informuje przeciwników o jego obecności, jeżeli ten zabijał przez całą grę, ci jednak nie zgodzili się na to. Smith wyjaśnił: „Każdy chce, żeby jego postać w grze komputerowej była postrzegana jako ktoś wyjątkowy, bez względu na to, czego się dopuści. Żeby okrzyknięto ją bohaterem i wręczono medal za wymordowanie każdego, kto stanął jej na drodze – wszystkich tych niewinnych pokojówek, starców, żebraków... Naszym zdaniem tak zachowują się psychopaci i nie są to wartości, które wyznajemy. Chcieliśmy, żeby gracz mógł wyrazić samego siebie, ale też żeby świat reagował na to chociaż w ograniczonym zakresie. Dlatego walczyliśmy o scenę, w której Samuel zdradza cię, wystrzeliwując racę ostrzegawczą”.

### Projekt

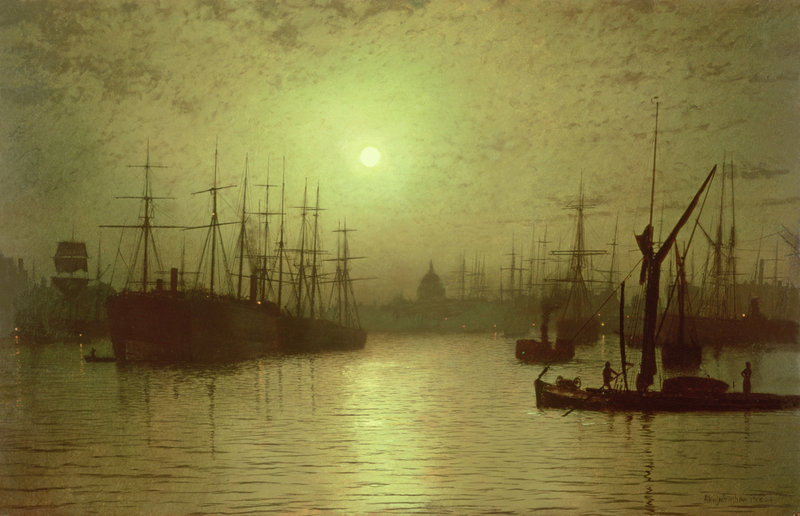
Nightfall Down the Thames Johna Atkinsona Grimshawa. Obrazy malarza przedstawiające Londyn nocą stanowiły jedną z inspiracji dla producentów Dishonored.

Dishonored pierwotnie rozgrywać miało się w średniowiecznej Japonii, jednak pomysł ten zarzucono już na wczesnym etapie prac, ponieważ uznano, że takie miejsce akcji nie jest zbyt korzystne z perspektywy marketingowej, a dodatkowo nikt w zespole Arkane nie miał dostatecznie dużej wiedzy na temat kultury japońskiej. Następnie akcję osadzono w Londynie 1666 roku, uznając, że miasto jest wystarczająco rozpoznawalne i dla Europejczyków, i dla Amerykanów. W późniejszym czasie w projekcie pojawiły się liczne anachronizmy, takie jak reflektory, bariery elektryczne czy dwudziestowieczne technologie, nie pasujące do siedemnastowiecznego Londynu, wobec czego studio postanowiło stworzyć fikcyjne miejsce akcji. Miasto Dunwall, zaprojektowane jako „nowoczesna i odjazdowa” „miejscówka z epoki”, zainspirowane zostało późnodziewiętnasto- i wczesnodwudziestowiecznymi Londynem i Edynburgiem. Smith wytłumaczył, dlaczego na miejsce akcji pierwotnie wybrano Londyn roku 1666 i dlaczego do samego końca pozostał on znaczącą inspiracją:

Był to ostatni rok zarazy, a zarazem rok wielkiego pożaru Londynu, który przyczynił się do zakończenia epidemii, kiedy spłonęły slumsy. W tego typu grze zawsze szuka się sposobu na podkręcenie napięcia i sprawiania, żeby świat był trochę bardziej niebezpieczny, a przy okazji wytłumaczenia, dlaczego na targowiskach nie ma tłumów ludzi. Wtedy część zespołu wpadła na pomysł stad szczurów, a my niezależnie od nich rozważaliśmy moc opętywania. W końcu zaczęliśmy się zastanawiać, czy postać mogłaby opętywać stada szczurów, żeby te pożerały zwłoki, co eliminowałoby konieczność ich ukrywania. Wszystkie te elementy świetnie się ze sobą zazębiały.

Antonow odnosząc się do inspiracji Londynem stwierdził, że jest on „brudną, chaotyczną megametropolią, która dla Amerykanów i Europejczyków jest zarazem znajoma i egzotyczna”. Podkreślił, że miejsce znajome, z którym można w jakiś sposób utożsamić się w różnych kulturach, ma ogromne znaczenie „kiedy chce się porozumieć z wieloma ludźmi, którzy będą odkrywali stworzony przez ciebie nowy świat”. Stwierdził także, że z Edynburga zaczerpnięto poczucie zamknięcia i różnorodność projektów architektonicznych, które połączono z futurystycznymi wizjami, których w jego odczuciu nie można porównywać z mosiądzem, nitami i parą charakteryzującymi projekty steampunkowe. Antonow wybrał się z Mittonem się do Londynu i Edynburga w poszukiwaniu inspiracji, robiąc tam zdjęcia ludziom, miejscom i przedmiotom. Unikali zatłoczonych miejsc, koncentrując się na bocznych uliczkach i alejkach, które bardziej pasowały do świata gry. Mitton stwierdził: „Próbowaliśmy zaprojektować całość z punktu widzenia szczura. Jeśli weźmiemy miasto i ograniczony punkt widzenia, pod jakimi kątami możemy je eksplorować?”. Dodatkowe inspiracje czerpano z obrazów Johna Atkinsona Grimshawa, Canaletta i Gustave’a Doré. Mapa świata została zaprojektowana jako pojedyncza, spójna artystycznie całość, którą następnie podzielono na sekcje, dzięki czemu projektanci wiedzieli, w jakim miejscu rozgrywają się poszczególne zadania.
Wygląd postaci zainspirowany został ilustracjami z powieści przygodowych o piratach, takich jak Kapitan Blood (1922) Rafaela Sabatiniego, pracami amerykańskiego ilustratora Charlesa Dany Gibsona i zdjęciami sygnalitycznymi wykonanymi przez policję londyńską i australijską w epoce edwardiańskiej. Twórcy współpracowali z ekspertem od morfologii, żeby twarze postaci przypominały Brytyjczyków, jednocześnie starano się, żeby były one realistyczne i politycznie niepoprawne. Mitton ustalił rodzaje bohaterów niezależnych, jakich spotyka na swojej drodze Corvo – takie jak bogaci, biedni czy wrogo nastawieni – oraz ich cechy anatomiczne i posturę, z kolei animatorzy stworzyli odpowiednie rodzaje ruchów dla każdej klasy społecznej, mające pomóc w oddaniu emocji. Dla przykładu, strażnicy miejscy mają małe głowy, nisko opuszczone ramiona i wielkie dłonie, a tworząc ich animacje wymieszano ze sobą cechy ruchów ludzkich i małpich. Część kluczowych elementów wizualnych Dunwall została namalowana przez rosyjskiego projektanta dywanów, którego Antonow i Mitton zatrudnili na potrzeby gry.
Tallboye początkowo pomyśleni zostali jako klikoni. Kiedy Mitton zobaczył, jak okna w budynku Arkane myje osoba na szczudłach, postanowił dodać je tallboyom; klikonów zastąpiono rozmieszczonymi po całym Dunwall szczekaczkami, zaś tallboye stali się latarnikami ulicznymi, zapalającymi latarnie tranem. Projekt ewoluował jednak dalej – uznano, że długie mechaniczne nogi tallboyów pozwalają im na palenie ciał i pacyfikowanie zarażonych dunwallczyków bez konieczności wchodzenia z nimi w bezpośrednie interakcje, unikając tym samym zarażenia, co doprowadziło do stworzenia ostatecznego projektu i funkcji strażników. Mitton zasugerował, żeby dla celów estetycznych dodać im na plecach kanistry z fosforem, z kolei Smith optował za zbiornikami z tranem. To ostatecznie doprowadziło do rozmieszczenia w mieście statków wielorybniczych i mocnego zaakcentowania w nim wielorybnictwa. W przypadku innych technologii projektanci postawili na koncepcję wykorzystania osiemnastowiecznych technik do budowy nowoczesnych przedmiotów i pojazdów oraz tworzenia osiemnastowiecznych przedmiotów przy użyciu nowoczesnych narzędzi.
Serce, którym posługuje się Corvo, to prawdziwe ludzkie serce zmodyfikowane przy pomocy technologii i sił nadprzyrodzonych, pomagające w znalezieniu znajdziek ukrytych na poziomach oraz „informujące o tym, kiedy uciec się do przemocy bądź tego zaniechać, co czyni je interesującym, bardziej subtelnym elementem gry”. Zapewnia grywalnej postaci kontekstowe informacje na temat miejsca, w którym się znajduje, zdradza tajemnice związane z przeszłością postaci oraz swojego własnego pochodzenia. Pierwotnie zaprojektowano je jako narzędzie pozwalające na zidentyfikowanie celów do wyeliminowania, z czasem twórcy zmienili jednak jego koncept, przez co ostatecznie przemawia głosem zmarłej Jessamine i ma swoje motywacje. Podczas testów projektanci uznali, że konieczne jest zaimplementowanie bardziej bezpośredniego systemu kierowania gracza – znaczenie Serca w rozgrywce zmieniało się przez to z czasem, w dalszym ciągu pełniło jednak funkcję narracyjną, pozwalając lepiej zrozumieć różnice społeczne Dunwall bez konieczności uciekania się do rozbudowanych dialogów i scen. Colantonio i Smith obawiali się, że uczynienie z Serca przedmiotu opcjonalnego sprawi, że graczy może ominąć część informacji o świecie, uznali jednak, że wpisuje się to w swobodę oferowaną przez grę.
Dział artystyczny, z reguły pracujący przy grach do zakończenia fazy preprodukcji, w przypadku Dishonored otrzymywał prośby o stworzenie nowych projektów przez cały czas trwania procesu produkcyjnego; wszystkie szkice rysowano ręcznie. Pub Hound Pits, stanowiący bazę wypadową i schronienie Corva, początkowo był większy niż w ostatecznej wersji. Zapełnienie jego wnętrza wymagało dużej liczby schodów i pokojów, a konieczność częstego wchodzenia po schodach sprawiała, że nawigacja po budynku stawała się uciążliwa. Twórcy chcieli zachować okazałe zewnętrze przy jednoczesnym zmniejszeniu wnętrza, żeby ułatwić przemieszczanie się w nim, co okazało się jednak znaczącym wyzwaniem. Zewnętrze zostało ostatecznie skurczone do rozmiarów budynku z epoki edwardiańskiej, wnętrze pozostało jednak labiryntem. Sfrustrowany Colantonio poprosił w pewnym momencie, żeby koło sypialni Corva umieścić łańcuch pozwalający szybko dostać się na dach; zirytowani projektanci postanowili całkowicie zamknąć drzwi prowadzące na trzecie piętro.

### Muzyka
Skomponowana przez Daniela Lichta muzyka, w której dominują ciężkie brzmienia skrzypiec, miała odzwierciedlać atmosferę dziewiętnastowiecznego Londynu. Celem kompozytora było sprawienie, żeby wprawiała ona gracza w niespokojny nastrój. Licht porównuje ją do „złowieszczej mgły”, która pojawia się i znika bez ostrzeżenia, nie pojawiając się w z góry ustalonych momentach, np. żeby ostrzec o zbliżającym się niebezpieczeństwie – zamiast tego gracz ma czuć, że bezustannie jest w niebezpieczeństwie. Chociaż w Dishonored pojawia się kilka przerywników filmowych, w których poszczególne postacie otrzymują więcej ekspozycji, zdaniem Lichta tworzenie muzyki pod konkretnych bohaterów było ograniczające, dlatego wolał skoncentrować się na muzyce otoczenia. Fragmenty jego utworów pojawiły się w zwiastunach gry, utwory te nie były jednak napisane na ich potrzeby, kompozytor nie brał też udziału w ich doborze. Pomysłem Lichta na ścieżkę dźwiękową do Dishonored było połączenie muzyki pasującej do epoki z technikami dwudziestowiecznymi, takimi jak chociażby odwrócenie dźwięków. Piosenka towarzysząca napisom końcowym, „Honor for All”, została napisana we współpracy z bratankiem Lichta Jonem, który wykonał partie wokalne. Utwór pomyślano jako nagrodę dla graczy, którzy ukończyli grę.

## Dystrybucja
Dishonored ukazało się na platformach PlayStation 3, Windows i Xbox 360 9 października 2012 w Stanach Zjednoczonych i Francji, 11 października w Australii i 12 października w pozostałych krajach Europy. Z okazji premiery północnoamerykańskiej Smith, Colantonio i inny pracownicy ze studia Arkane w teksańskim Austin podpisywali egzemplarze gry w miejscowym sklepie GameStop. We wrześniu 2012 do sprzedaży trafił reedycja Dishonored: Game of the Year Edition, zawierająca podstawową wersję gry wraz ze wszystkimi dodatkami. Definitive Edition – również zawierająca całą zawartość do pobrania, a dodatkowo odświeżona wizualnie z myślą o konsolach PlayStation 4 i Xbox One – ukazała się w sierpniu 2015.

### Marketing i promocja
W ramach promowania Dishonored 30 sierpnia 2012 Bethesda Softworks udostępniła za darmo na urządzenia z iOS-em mobilny spin-off zatytułowany Dishonored: Rat Assassin, w którym gracze korzystając z noża i kuszy muszą zabijać szczury, jednocześnie unikając bomb. Rat Assassin został oceniony pozytywnie ze względu na zróżnicowanie i jakość, krytykowano jednak zbyt ciemną oprawę wizualną, utrudniającą dostrzeżenie szczurów. Gra często porównywana była do innej popularnej wówczas produkcji mobilnej, Fruit Ninja.
Wydawca nawiązał także współpracę z nowojorską agencją muzyczną Copilot Music and Sound, w ramach której stworzono złowieszczo brzmiącą piosenkę „The Drunken Whaler” – przerobioną wersję popularnej pieśni szantowej „The Drunken Sailor”. Przedstawiciele Copilot, chcąc nadać utworowi mrocznego, nadprzyrodzonego brzmienia, postanowili powierzyć partie wokalne zwykłym dzieciom zamiast profesjonalnemu dziecięcemu chórowi, problematyczne okazało się jednak znalezienie w okolicznych szkołach dzieci, których rodzice zgodziliby się na to, żeby śpiewały one o podrzynanych gardłach i krwiożerczych szczurach. Zamiast tego partie te wykonali dorośli aktorzy głosowi potrafiący imitować dziecięce głosy i dzieci zaprzyjaźnionych osób. Wśród instrumentów, których użyto, znalazły się skrzypce, rozstrojone i niedostrojone gitary oraz stworzone przez zespół „tupnięcie wielorybnika” w postaci drewnianej deski, która wydawała pulsujący dźwięk po nadepnięciu na nią. „The Drunken Whaler” pojawiła się w jednym ze zwiastunów gry i została pozytywnie przyjęta podczas targów gier komputerowych Electronic Entertainment Expo (E3) w 2012. Serwis Machinima nagrodził zapowiedź w kategorii „najlepszy zwiastun”.
We wrześniu 2012 opublikowano trzy krótkometrażowe filmy animowane Opowieści z Dunwall, stanowiące wprowadzenie do wydarzeń z gry. Przedstawiają one wynalezienie paliwa z tranu, Odmieńca dającego swój znak małemu chłopcu pragnącemu zemsty i Piera konstruującego maskę Corva. Krótkometrażówki stworzone zostały przez studio animacyjne Psyop i agencję reklamową Rokkan, ich narratorką była Chloë Grace Moretz, wykorzystano w nich muzykę Lichta. Każdy odcinek Opowieści z Dunwall został nagrodzony złotą Clio Award za osiągnięcie w dziedzinie reklamy. W tym samym miesiącu Dishonored stało się tematem jednego z odcinków amerykańskiego reality show Face Off, polegającego na tworzeniu charakteryzacji prostetycznej nawiązującej do utworów popkultury.

## Odbiór

### Przed premierą
Dishonored prezentowano publiczności podczas targów Electronic Entertainment Expo 2012, na których zdobyła cztery nominacje do Game Critics Awards – w kategoriach „najlepsza przygodowa gra akcji”, „najlepsza gra na konsole”, „najlepsza nowa marka” i „najlepsza gra targów”. Po zakończeniu imprezy Dishonored otrzymało wyróżnienia dla najlepszej gry targów od GameSpy i redaktora naczelnego serwisu Joystiq oraz nominacje do tego tytułu od Destructoidu i „Electronic Gaming Monthly” (EGM); tytuł najlepszej gry akcji według GameSpy i „EGM” oraz nominację od Destructoidu; tytuł najlepszej gry targów według redaktorów GameSpotu oraz najlepszej nowej marki od telewizji G4TV. Wśród innych redakcji, które uznały Dishonored za najlepszą bądź jedną z najlepszych gier targów, znalazły się m.in. Digital Trends, Yahoo! Games, Game Revolution; Cinema Blend, „Paste” i „Stuff”. Kotaku uznało „mignięcie” za jeden z „najlepszych 27 pomysłów”, jakie zaprezentowano na targach. Jurorzy z Entertainment Software Association i Akademii Sztuk i Nauk Interaktywnych wybrali stworzoną przez Siergieja Kolesowa grafikę koncepcyjną „Regent” na jedną z prezentowanych podczas wystawy „Into the Pixel” za rok 2012. Podczas targów Gamescom w sierpniu 2012 Dishonored uznano za najlepszą grę imprezy i najlepszą grę na konsole – zarówno na PlayStation 3, jak i Xboksa 36. Za najlepszą grę targów uznała ją także redakcja Eurogamera oraz sami uczestnicy imprezy.

### Ze strony recenzentów
Dishonored spotkało się z pozytywnym odbiorem ze strony krytyków. W agregatorze recenzji Metacritic średnia jej ocen wynosi 91/100 dla wersji na komputery osobiste, 89/100 dla wersji na PlayStation 3 i 88/100 dla wersji na Xboksa 360. Recenzenci często wskazywali na podobieństwa Dishonored do pozytywnie przyjętych skradanek z początku XX wieku, przede wszystkim serii Deus Ex i Thief. Tom Hoggins z „The Daily Telegraph” stwierdził, że jest ona jak „gra z przełomu wieków, celebrująca swobodę gracza”, co znacząco wyróżnia ją na tle „głośnych, przepełnionych akcją ledwie interaktywnych produkcji mających obsesję na punkcie wojskowości”. Alex Dale z „Computer and Video Games” uznał Dishonored za „jedną z najlepszych gier tej generacji”, dodając, że w mistrzowski sposób czerpie ona inspiracje ze starszych gier, pozwalając graczom samodzielnie znajdować rozwiązania bez konieczności uciekania się do poradników. Uznał ją również za pierwszą od długiego czasu skradankę z prawdziwego zdarzenia i najbliższą Thiefowi produkcję siódmej generacji. Jason Schreier z Kotaku uznał, że gra łączy w sobie „strukturę »rób, na co masz ochotę« właściwą serii Deus Ex z mistrzowskim projektem świata rodem z BioShock”. 
Z niejednoznacznym odbiorem spotkała się fabuła gry – chociaż wielu recenzentów chwaliło historie przedstawiane w pojedynczych misjach, to krytykowało fabułę całości. Cam Shea z IGN-u stwierdził: „Szkoda, że przedstawiona w Dishonored historia nie jest lepsza niż suma wyjątkowych, zapadających w pamięć momentów, które się na nią składają”, dodał jednak, że jest to gra, „o której będzie można porozmawiać ze znajomymi”. Dan Whitehead z Eurogamera, Arthur Gies z The Verge i Patrick Klepek z Giant Bomb krytykowali końcową część gry za mało oryginalne misje, „wprowadzane późno narracyjne potknięcia” i nagłe zakończenie. Klepek dodatkowo skrytykował powtarzalne rozmowy bohaterów niezależnych podczas misji. Whitehead, podobnie jak Shea, uznał, że wyjątkowe, pomysłowe i różnorodne misje zapewniają zapadającą w pamięć rozgrywkę, którą jednak podkopuje całościowa fabuła. Alexander Sliwinski z Joystiqa był zawiedziony nagłym zakończeniem, jak również tym, że twórcy nie zdecydowali się na większe zagłębienie w historię i kulturę Dunwall; w ogólnym rozrachunku jednak gra sprawiła, że po jej ukończeniu chciał więcej. Susan Arendt z „The Escapist” uznała fabułę za dobrze poprowadzoną, zaś John Keefer z Shacknews stwierdził, że Dishonored pozwalało na emocjonalnie immersyjne „odgrywanie roli w świetnie napisanym scenariuszu”, wskazał jednak, że niektóre fragmenty nie były dostatecznie klarowne bądź odpowiednio rozwinięte.
Rozgrywka chwalona była za dawanie graczowi swobody, pozwalającej na obranie różnych metod do osiągnięcia celu i przemieszczania się po poziomach. Keefer uznał, że mechaniki takie jak moce i gadżety nie są niezbędne i nie odwracają uwagi od historii, stanowią jednak urozmaicenie, pozwalające na większą kreatywność. Stwierdził także, że niektóre misje dają graczowi aż za dużo swobody a za mało wskazówek, przez co bywało, że gubił się i nie wiedział, co robić dalej. Według Giesa gra początkowo może wydawać się nieskładna pod względem projektu poziomów, ale wraz z ich eksplorowaniem staje się jasne, jak dużo pomyślunku włożono we wszystkie aktywności, jakich może podjąć się gracz, zamiast po prostu stworzyć poziomy wymagające sztywnego podążania za wyznaczonymi celami. Chrisowi Wattersowi z GameSpotu spodobała się mnogość ścieżek i metod przemierzania poziomów, uzupełniona o „ciekawe umiejętności” – zwłaszcza moc „mignięcia” – oraz swoboda wyboru, która sprawiała, że Dishonored była w jego opinii „jedną z najbardziej zapadających w pamięć gier” 2012 roku. Arendt uznała, że elastyczność produkcji może być także jej wadą, ponieważ niektóre style gry zbyt mocno opierają się na maksymalnym ulepszeniu określonych umiejętności, a kiedy się to osiągnie, zanika chęć szczegółowego badania poziomów. Zdaniem Joego Juby z „Game Informera” gra każe graczy za obieranie niektórych ścieżek, zwłaszcza tych opierających się na przemocy, co przekłada się na trudniejszą rozgrywkę i mniej satysfakcjonujące zakończenie, niejako wskazując skradanie się jako jedyny słuszny wybór. Schreier porównał Dishonored do innych dostępnych wtedy na rynku gier, stwierdzając, że podczas gdy tamte wymagają od gracza znalezienia właściwego rozwiązania, żeby pokonać przeciwnika albo rozwiązać zagadkę, Dishonored „sprawia wrażenie, jakby weszło się do kojca projektanta” dającego szeroki wachlarz narzędzi, z którymi można eksperymentować jak wchodzić w interakcję ze światem albo go zniszczyć.
Recenzenci stwierdzili także, że gra zachęca do wielokrotnego jej przechodzenia. Dale chwalił zróżnicowanie i regrywalność, stwierdzając, że „Dishonored nie wymaga od ciebie, żebyś zobaczył wszystko, co ma do zaoferowania, ale jest wystarczająco wciągające, żebyś samemu chciał to zrobić”. Według Williama Colvina z News.com.au jedyną wadą gry może być to, że oferuje zbyt dużo opcji, a zdaniem Wattersa udało jej się zostać jedną z niewielu, w które „kompulsywnie chce się grać ponownie”. Zdaniem Whiteheada sterowanie Corvem było nieresponsywne w sytuacjach kontekstowych, z kolei według Sliwinskiego sterowanie opracowano poprawnie.
Sztuczna inteligencja przeciwników, uznana za niespójną, była przedmiotem krytyki. Whitehead wskazał, że w niektórych sytuacjach wrogowie są w stanie dojrzeć Corva na dużą odległość, a kiedy indziej nie widzą go, kiedy jest w zasięgu ich wzroku. Juba również krytykował niespójność wykrywania Corva przez przeciwników, co w jego opinii czyniło wymuszone przez twórców skradanie się nieprzewidywalnym, nierzadko prowadząc do sytuacji, w której konieczna była otwarta konfrontacja z wrogami, chociaż grywalna postać nie była rozwijana w tym kierunku. Zdaniem Jake’a Gaskilla z G4 sztuczna inteligencja działała dobrze w walce, stosując różne taktyki i skutecznie kontrując ataki, jednak poza konfliktem przeciwnicy nie reagują na niepokojące wydarzenia, chociaż patrzą bezpośrednio na nie. Watters również wspomniał o tym, że przeciwnicy potrafią „przysnąć”, ale ogółem ich sztuczna inteligencja jest na tyle dobra, że przez cały czas trzeba się było z nimi liczyć.
Powszechnie chwalono projekt i oprawę wizualną. Zdaniem Gaskilla styl artystyczny Dishonored jest wyjątkowy, a świat przedstawiony żywy i pełnokrwisty, zaś według Giesa gra charakteryzuje się „jednolitą wizją i projektem, które wyróżniają się na tle innych gier swoją wyjątkowością”. Colvin uznał Dishonored za „triumf medium gier komputerowych (...) wysoko stawiający innym poprzeczkę w kwestii oprawy wizualnej, historii i prowadzenia postaci” oraz za „niezaprzeczalnie najlepiej wyglądającą grę tego roku”. Juba stwierdził, że „inspirowane steampunkiem” projekty technologiczne są fascynujące, a oprawa wizualna i obrany przez twórców kierunek artystyczny budują wyjątkową estetykę uzupełniającą „mroczną i niepokojącą” historię miasta i jego mieszkańców.

### Sprzedaż
W tygodniu poprzedzającym premierę Dishonored było trzecią najlepiej sprzedającą się grą na Steamie, co udało się osiągnąć samymi zamówieniami przedpremierowymi. W tygodniu premiery była to druga najlepiej sprzedająca się ogółem gra w Wielkiej Brytanii (wyprzedzana przez FIF-ę 13), najlepiej sprzedająca się gra na komputery osobiste oraz najlepiej sprzedająca się nowa marka 2012 roku, odbierająca pierwszeństwo Sleeping Dogs. Ostatecznie w Wielkiej Brytanii zajęła 24. miejsce na liście najlepiej sprzedających się gier 2012 i drugie na liście najlepszych nowych marek. Bazując na liczbie sprzedanych nośników fizycznych, była także dziewiątą najlepiej sprzedającą się nową marką drugiej dekady XX wieku.
W Ameryce Północnej Dishonored zostało czwartą najlepiej sprzedającą się grą października 2012; fizyczne wydania rozeszły się w ponad 460 tys. egzemplarzach, lepiej sprzedały się Pokémon Black Version 2, Resident Evil 6 i NBA 2K13. W czarnopiątkowy weekend 23–25 listopada 2012 była najlepiej sprzedającą się na Steamie grą w Stanach Zjednoczonych.

### Nagrody i wyróżnienia
W 2012 Dishonored zostało nagrodzone Spike Video Game Award w kategorii „najlepsza przygodowa gra akcji”, zdobyło także nominacje za najlepszą grafikę, najlepszą grę na PlayStation 3, Xboksa 360, dla gry roku oraz studia roku. Kapituła Inside Gaming Award nagrodziła produkcję za najlepszy projekt środowiska. Akademia Sztuk i Nauk Interaktywnych nominowała ją do DICE Awards 2013 jako przygodową grę roku oraz w kategoriach technicznych – za najlepszy kierunek artystyczny, reżyserię, projekt rozgrywki i fabułę. Visual Effects Society nominowało Wiktora Antonowa, Sébastiena Mittona, Jean-Luca Monneta i Juliena Roby’ego za najlepsze efekty czasu rzeczywistego w grze komputerowej. Zdobyła nagrodę publiczności podczas Game Developers Choice Awards 2013, gdzie nominowano ją również za najlepszy projekt gry, narrację, oprawę wizualną i jako grę roku.
W plebiscycie IGN’s Best of 2012 Dishonored uznano za najlepszą przygodową grę akcji i najlepszą grę akcji na komputery osobiste, tytuł nominowano także w kategoriach najlepszej gry roku i najlepszej przygodowej gry akcji zarówno na PlayStation 3, jak i na Xboksa 360. „Game Informer” uznał ją za najlepszą grę akcji i jedną z pięćdziesięciu najlepszych gier 2012. „PlayStation Official Magazine – UK” wybrał ją grą roku, „Official Xbox Magazine” najlepszą nową marką, 1UP.com jedną z najlepszych gier 2012, Jeuxvideo.com drugą najlepszą grą 2012 na komputery osobiste, a ActionTrip najlepszą grą akcji. W ramach plebiscytu Yahoo! Games Game of the Year 2012 Dishonored uznano najlepszą przygodową grą akcji, z kolei GameSpot wybrał ją najlepszą przygodową grą akcji, najlepszą grą na PlayStation 3 i na Xboksa 360. Brytyjska Akademia Sztuk Filmowych i Telewizyjnych nagrodziła produkcję BAFT-ą dla gry roku, nominowana była również za projekt i fabułę. Nominowano ją do sześciu Golden Joystick Awards 2013 – jako grę roku, najlepszą nową grę, za najlepszą fabułę, oprawę wizualną, najbardziej zapadający w pamięć moment (misja „Ostatni bal lady Boyle”) oraz studio roku. Arkane Studios zostało wybrane studiem roku przez redaktorów magazynu „Edge”. W 2014 IGN zamieścił Dishonored na 67. miejscu najlepszych gier siódmej generacji, zaś redakcja „PC Gamera” uznała ją za 32. spośród stu najlepszych gier na komputery osobiste.
Dishonored pojawiło się także w zestawieniach najlepszych gier 2012 roku wielu czasopism i stron branżowych, zajmując 1. miejsce w plebiscytach Ars Techniki, CBS News, CNetu, CNN-u, „Edge”, „Daily Mirror”, „Forbesa” i „The Guardian” (ex aequo z XCOM: Enemy Unknown); 3. miejsce według GameFrontu, „Metra” i „Paste”; piąte według USA Today; szóste według GameSpy i Joystiqa oraz siódme według Slant Magazine. Znalazła się również na liście najlepszych gier roku Gamasutry, zaś w głosowaniu czytelników Eurogamera zajęła pierwsze miejsce w tej kategorii. W 2013 roku redakcja GamingBolt uznała Dishonored za 95. najlepszą grę wszech czasów, w 2015 Rock Paper Shotgun za 23. najlepszą grę na komputery osobiste w historii, zaś „PC Gamer” w tej samej kategorii przyznał jej miejsce szóste. W roku 2019 znalazła się na 97. miejscu gier wszech czasów wg IGN-u. Eurogamer i Rock Paper Shotgun uznały ją za jedną z najlepszych gier dekady, a w analogicznym plebiscycie redaktorów Gier-Online zajęła miejsce dziewiąte.
| Rok  | Nagroda / organizacja                   | Kategoria                                                | Nominowany                                                     | Wynik     |
| ---- | --------------------------------------- | -------------------------------------------------------- | -------------------------------------------------------------- | --------- |
| 2012 | Spike Video Game Awards                 | Najlepsza przygodowa gra akcji                           | Dishonored                                                     | wygrana   |
| 2012 | Spike Video Game Awards                 | Najlepsza grafika                                        | Dishonored                                                     | nominacja |
| 2012 | Spike Video Game Awards                 | Najlepsza gra na PlayStation 3                           | Dishonored                                                     | nominacja |
| 2012 | Spike Video Game Awards                 | Studio roku                                              | Arkane Studios                                                 | nominacja |
| 2012 | Spike Video Game Awards                 | Najlepsza gra na Xboksa 360                              | Dishonored                                                     | nominacja |
| 2012 | Spike Video Game Awards                 | Gra roku                                                 | Dishonored                                                     | nominacja |
| 2013 | British Academy Games Awards            | Najlepsza gra                                            | Dishonored                                                     | wygrana   |
| 2013 | British Academy Games Awards            | Projekt gry                                              | Dishonored                                                     | nominacja |
| 2013 | British Academy Games Awards            | Fabuła                                                   | Dishonored                                                     | nominacja |
| 2013 | D.I.C.E. Interactive Achievement Awards | Przygodowa gra roku                                      | Dishonored                                                     | nominacja |
| 2013 | D.I.C.E. Interactive Achievement Awards | Wybór publiczności                                       | Dishonored                                                     | wygrana   |
| 2013 | D.I.C.E. Interactive Achievement Awards | Najlepszy kierunek artystyczny                           | Dishonored                                                     | nominacja |
| 2013 | D.I.C.E. Interactive Achievement Awards | Najlepsza reżyseria                                      | Dishonored                                                     | nominacja |
| 2013 | D.I.C.E. Interactive Achievement Awards | Najlepszy projekt rozgrywki                              | Dishonored                                                     | nominacja |
| 2013 | D.I.C.E. Interactive Achievement Awards | Najlepsza fabuła                                         | Dishonored                                                     | nominacja |
| 2013 | Game Developers Choice Awards           | Najlepszy projekt gry                                    | Dishonored                                                     | nominacja |
| 2013 | Game Developers Choice Awards           | Najlepsza narracja                                       | Dishonored                                                     | nominacja |
| 2013 | Game Developers Choice Awards           | Najlepsza oprawa wizualna                                | Dishonored                                                     | nominacja |
| 2013 | Game Developers Choice Awards           | Gra roku                                                 | Dishonored                                                     | nominacja |
| 2013 | Visual Effects Society                  | Najlepsze efekty czasu rzeczywistego w grze komputerowej | Wiktor Antonow, Sébastien Mitton, Jean-Luc Monnet, Julien Roby | nominacja |
| 2013 | Golden Joystick Awards                  | Gra roku                                                 | Dishonored                                                     | nominacja |
| 2013 | Golden Joystick Awards                  | Najlepsza nowa marka                                     | Dishonored                                                     | nominacja |
| 2013 | Golden Joystick Awards                  | Najlepsza fabuła                                         | Dishonored                                                     | nominacja |
| 2013 | Golden Joystick Awards                  | Gra roku                                                 | Arkane Studios                                                 | nominacja |
| 2013 | Golden Joystick Awards                  | Najlepszy projekt wizualny                               | Dishonored                                                     | nominacja |
| 2013 | Golden Joystick Awards                  | Najbardziej zapadający w pamięć moment                   | Ostatnie przyjęcie lady Boyle                                  | nominacja |

## Zawartość do pobrania

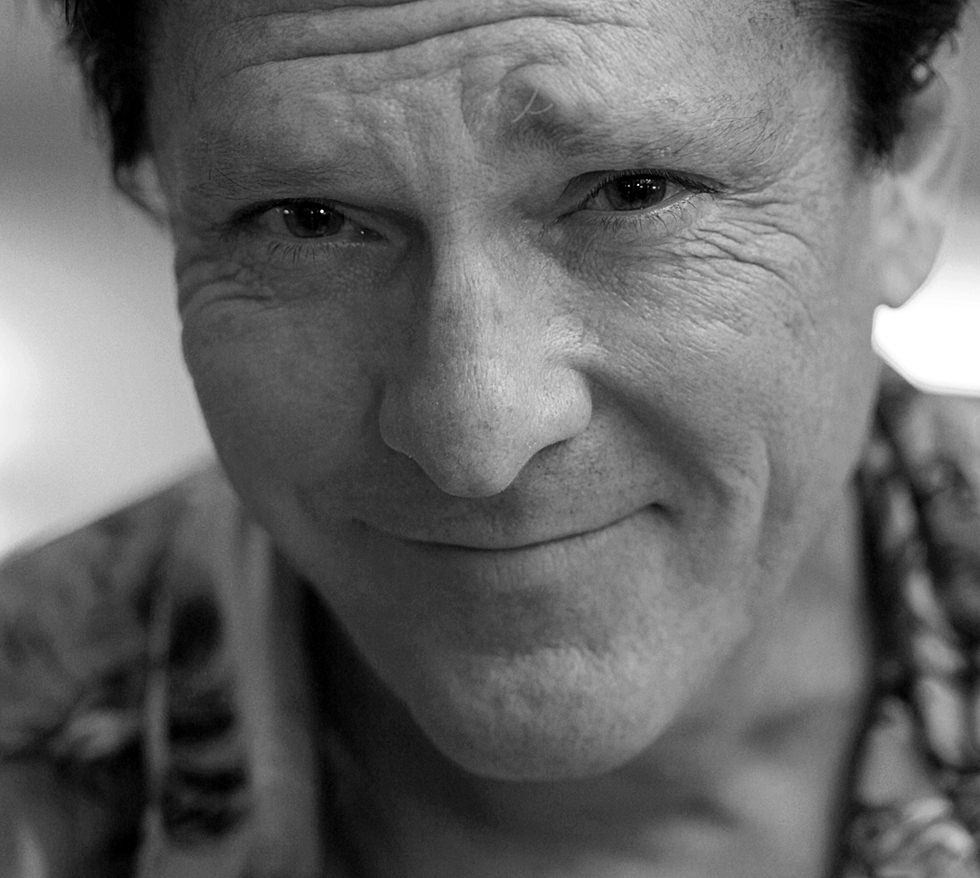
Michael Madsen (2011) w dodatkach fabularnych powtórzył rolę Dauda, w którego wcielił się w podstawowej wersji Dishonored.

Do zamówień przedpremierowych dodawano różnego rodzaju gadżety, w tym liczącą siedemdziesiąt dwie karty talię tarota nawiązującą do Dishonored, pendrive w kształcie lampy na tran czy tematyczne etui na smartfon. Wśród dodatków cyfrowych znalazły się pakiety zawartości dla grywalnej postaci, dodające po 500 sztuk złota, trzy kościane amulety oraz dodatkowe miejsce na umieszczenie takowego – Arcane Assassin, Shadow Rat, Backstreet Butcher i Acrobatic Killer. 14 maja 2013 wszystkie powyższe udostępniono w ramach pakietu Void Walker’s Arsenal. Pierwszym dodatkiem wydanym po premierze gry – 11 grudnia 2012 – był Dunwall City Trials, na który składało się dziesięć map wyzwań. Zadaniem gracza było pokonywanie fal wrogów, wykonywanie zadań na czas oraz wykonywanie serii skrytobójstw poprzez spadanie na przeciwników z wyżej położonej pozycji.
W październiku 2012 zapowiedziano dwuczęściową kampanię fabularną, której głównym bohaterem miał być Daud poszukujący odkupienia za zamordowanie cesarzowej Jessamine. Pierwszą część, The Knife of Dunwall, wydano w kwietniu 2013. Daud, podobnie jak Corvo, jest naznaczony przez Odmieńca i dysponuje nadprzyrodzonymi mocami. „Spojrzenie pustki” jest zmodyfikowaną wersją „mrocznego wzroku” połączoną z mocą Serca, pozwalającą widzieć przez ściany i znajdować runy oraz kościane amulety; zmodyfikowane „mignięcie” pozwalające na zatrzymanie czasu, zaś nowa umiejętność – „przywołanie” – umożliwia przywołanie innych skrytobójców; pozostałe moce są takie same jak w u Corva. Dodatkowo postać ma dostęp do szeregu gadżetów, takich jak miny ogłuszające, granaty otumaniające przeciwników czy miny ich dezintegrujące. Fabuła The Knife of Dunwall rozgrywa się równolegle do tej z podstawowej wersji gry, przedstawiając wydarzenia z niej z perspektywy Dauda, wprowadzając też nowe obszary, takie jak chociażby masarnia wielorybów i zamożna dzielnica prawna. Dodatek oferuje również nowy poziom trudności „mistrz skrytobójców”, możliwy do odblokowania po jego ukończeniu. Reżyserem The Knife of Dunwall był Ricardo Bare, jeden z projektantów Dishonored. Druga część kampanii, The Brigmore Witches, została wydana 13 sierpnia. Kontynuuje ona wątek Dauda, który chce powstrzymać tytułowe wiedźmy przed odprawieniem potężnego rytuału zagrażającego Emily, i kończy się konfrontacją z Corvem przedstawioną w podstawowej wersji gry. Dodatek przenosi wybory fabularne dokonane przez gracza i zdobyte ulepszenia z The Knife of Dunwall, a jego zakończenie, podobnie jak w przypadku podstawowego Dishonored, uzależnione jest od „poziomu chaosu”, jaki wywołał Daud.

### Odbiór ze strony krytyków
The Knife of Dunwall chwalono za projekt poziomów, zachęcający do ich eksplorowania w celu znalezienia ukrytej zawartości i alternatywnych ścieżek. Pozytywnie oceniono także modyfikację mocy, w tym przede wszystkim „mignięcia”, oraz sposób, w jaki zmieniały one rozgrywkę względem głównej gry. W większości negatywnie oceniono fabułę. Arthur Gies z Polygonu stwierdził, że doświadczony zabójca nie ma motywacji, żeby szukać rozgrzeszenia, a pozwolenie na to, żeby mógł wykonać swoją misję bez uciekania się do zabijania tworzy dysonans ludonarracyjny. Według Cama Shei z IGN-u rozszerzenie sprawia wrażenie niedokończonej gry, ze źle poprowadzoną fabułą i niezadowalającym finałem. Fabuła The Brigmore Witches spotkała się z mieszanym przyjęciem – podczas gdy Fraser Brown z Destructoidu uznał, że jest ona bardziej wciągająca, zdaniem Giesa nadal brakowało w niej napięcia, a zakończenie miało sprawiać wrażenie napisanego naprędce i niedającego satysfakcji. W kwestii rozgrywki dodatek oceniono jednak pozytywnie, uznając, że została ona odpowiednio usprawniona, oferując bardziej skomplikowany i zniuansowany projekt poziomów, wymagający ostrożniejszego podejścia. Richard Cobbelt z „PC Gamera” docenił to, że każdy poziom charakteryzuje się odrębnymi motywami, odpowiednio dostosowanymi do rozgrywki dyskretnej i brutalnej, zaś zdaniem Giesa tylko ostatni poziom stanowił poprawę względem The Knife of Dunwall, wprowadzając nową mechanikę, wymuszającą zmiany w cichym podejściu.

## Kontynuacje
Bethesda zasugerowała, że sprzedaż Dishonored przekroczyła ich oczekiwania finansowe, co skutkowało decyzją o stworzeniu nowej franczyzy. 11 listopada 2016 do sprzedaży trafiła kontynuacja, Dishonored 2, rozgrywająca się piętnaście lat po wydarzeniach z części pierwszej. Emily zostaje usunięta z tronu wskutek przewrotu dokonanego przez wiedźmę Delilę i współpracującego z nią diuka wyspy Serkonos. Gracz – wcielając się w Corva albo w Emily – musi zneutralizować zaangażowanych w spisek i odzyskać Dunwall. 15 września 2017 wydano Dishonored: Death of the Outsider, samodzielny dodatek do części drugiej, rozgrywający się po wydarzeniach w niej przedstawionych. Koncentruje się on na działaniach Billie Lurk, dawnej zastępczyni Dauda, mających na celu pokonanie Odmieńca. Wydana w 2021 strzelanka pierwszoosobowa Deathloop osadzona jest w tym samym co Dishonored uniwersum, jednak w dalekiej jego przyszłości.
29 września 2020 wydano stołową grę fabularną Dishonored opracowaną dla Modiphius Entertainment przez Nathana Dowdella we współpracy z Herveym Smithem i scenarzystami gier komputerowych. Dishonored Roleplaying Game zawiera trzystustronicowy podręcznik i pozwala na rozegranie różnych kampanii, w których gracze wcielają się w przestępców, zabójców, odkrywców i lojalistów. Uniwersum rozwijane jest również poprzez książki autorstwa Adama Christophera – Dishonored: The Corroded Man (2016), Dishonored: The Return of Daud i Dishonored: The Veiled Terror (obie z 2018) – oraz komiksy Dishonored: The Wyrmwood Deceit (2016) i Dishonored: The Peeress and the Price (2018).